# Contea di Hidalgo (Texas)
La contea di Hidalgo in inglese Hidalgo County è una contea dello Stato del Texas, negli Stati Uniti. La popolazione al censimento del 2010 era di 774 769 abitanti, rendendola l'ottava contea più popolosa del Texas. Il capoluogo di contea è Edinburg, mentre la città più grande è McAllen. Il suo nome deriva da Miguel Hidalgo y Costilla (1753–1811), il sacerdote che diede vita alla richiesta di indipendenza del Messico dalla Spagna. La contea è stata creata nel 1853 dalla Contea di Cameron.

## Geografia fisica
| Anno | Popolazione | ±%     |
| ---- | ----------- | ------ |
| 1860 | 1,182       |        |
| 1870 | 2,387       | 101.9% |
| 1880 | 4,347       | 82.1%  |
| 1890 | 6,534       | 50.3%  |
| 1900 | 6,837       | 4.6%   |
| 1910 | 13,728      | 100.8% |
| 1920 | 38,110      | 177.6% |
| 1930 | 77,004      | 102.1% |
| 1940 | 106,059     | 37.7%  |
| 1950 | 160,446     | 51.3%  |
| 1960 | 180,904     | 12.8%  |
| 1970 | 181,535     | 0.3%   |
| 1980 | 283,229     | 56.0%  |
| 1990 | 383,545     | 35.4%  |
| 2000 | 569,463     | 48.5%  |
| 2010 | 774,769     | 36.1%  |

Secondo l'Ufficio del censimento degli Stati Uniti d'America la contea ha un'area totale di 1583 miglia quadrate (4100 km²), di cui 1571 miglia quadrate (4070 km²) sono terra, mentre 12 miglia quadrate (31 km², corrispondenti allo 0,8% del territorio) sono costituiti dall'acqua.

### Strade principali
- Interstate 2
- Interstate 69C (In costruzione)
- U.S. Highway 83
- U.S. Highway 281
- Texas State Highway 107
- Texas State Highway 186
- Texas State Highway 336
- Texas State Highway 495
- Farm to Market Road 364
- Farm to Market Road 490
- Farm to Market Road 492
- Farm to Market Road 493
- Farm to Market Road 494
- Farm to Market Road 676
- Farm to Market Road 681
- Farm to Market Road 907
- Farm to Market Road 1016
- Farm to Market Road 1017
- Farm to Market Road 1423
- Farm to Market Road 1426
- Farm to Market Road 1924
- Farm to Market Road 1925
- Farm to Market Road 2061
- Farm to Market Road 2557
- Farm to Market Road 3072

### Contee e municipalità confinanti
- Contea di Brooks - nord
- Contea di Kenedy - nord-est
- Contea di Willacy - est
- Contea di Cameron - sud-est
- Matamoros (Tamaulipas, Messico) - sud-est
- Río Bravo (Tamaulipas, Messico) - sud-est
- Reynosa (Tamaulipas, Messico) - sud
- Gustavo Díaz Ordaz (Tamaulipas, Messico) - sud-ovest
- Camargo (Tamaulipas, Messico) - sud-ovest
- Contea di Starr - ovest

### Aree protette
- Lower Rio Grande Valley National Wildlife Refuge
- Santa Ana National Wildlife Refuge

## Educazione
Nella contea sono presenti le seguenti scuole:
- Donna Independent School District
- Edcouch-Elsa Independent School District
- Edinburg Consolidated Independent School District
- Hidalgo Independent School District
- La Joya Independent School District
- La Villa Independent School District
- Lyford Consolidated Independent School District (partial)
- McAllen Independent School District
- Mercedes Independent School District
- Mission Consolidated Independent School District
- Monte Alto Independent School District
- Progreso Independent School District
- Pharr-San Juan-Alamo Independent School District
- Sharyland Independent School District
- Valley View Independent School District
- South Texas Independent School District
- University of Texas Rio Grande Valley
- University of Texas-Pan American

## Media

### Giornali
- The Valley Town Crier
- The Edinburg Review
- The Monitor
- The Mid Valley Town Crier
- RGV Business Journal
- The Progress Times
- Texas Border Business
- Mega Doctor News

### Stazioni radio
- KGBT 98.5FM
- KGBT 1530AM
- KBTQ 96.1FM
- KFRQ 94.5FM
- KKPS 99.5FM
- KNVO 101.1FM
- KVLY 107.9FM
- KURV 710 AM
- KVMV 96.9FM
- KRGE (AM) 1290 AM
- KTEX 100.3 FM
- KQXX 105.5 FM

### Magazine
- Contempo Magazine